# Sybille Reinhardt
Sybille Reinhardt, geborene Tietze (* 20. Oktober 1957 in Pirna), ist eine ehemalige Ruderin aus der DDR. Sie gewann 1980 olympisches Gold im Doppelvierer.

## Sportlaufbahn
Sybille Tietze trat für den SC Einheit Dresden an und trainierte bei Dieter Schubert. Als bei den Ruder-Weltmeisterschaften 1974 erstmals Frauenwettbewerbe auf dem Programm standen, saß die zu diesem Zeitpunkt 16-jährige im gesteuerten Doppelvierer. Sie gewann mit Jutta Lau, Ursula Wagner, Roswietha Reichel und Liane Weigelt als Steuerfrau den ersten Weltmeistertitel in dieser Bootsklasse. Bei den DDR-Meisterschaften 1975 siegte der Weltmeister-Vierer von 1974 mit Anke Grünberg auf Tietzes Position, während sie mit einem Dresdner Vierer den dritten Platz belegte. Für die Olympischen Spiele 1976 in Montreal war Sybille Tietze als Ersatzruderin nominiert, kam aber nicht zu einem Einsatz.
Bei den DDR-Meisterschaften 1977 gewann ein Boot des SC Berlin-Grünau in der Besetzung Sabine Gust, Petra Boesler, Viola Kowalschek, Gisela Medefindt und Steuerfrau Elke Rost; für die Weltmeisterschaften in Amsterdam 1977 rückte Tietze für Medefindt ins Boot und in der Besetzung Gust, Boesler, Kowalschik, Tietze und Rost gewann das Boot den Weltmeistertitel. Nachdem der Doppelvierer der DDR 1978 keine Medaille bei den Weltmeisterschaften gewann, kehrten 1979 einige routinierte Ruderinnen in den Doppelvierer zurück. Sybille Tietze, Christine Röpke, Jutta Lau, Roswietha Zobelt (ehemals Reichel) und Liane Buhr (ehemals Weigelt) gewannen zusammen bei den DDR-Meisterschaften und siegten auch bei den Weltmeisterschaften in Bled. Nach ihrer Heirat trat Sybille Tietze 1980 als Sybille Reinhardt an. In der Besetzung Sybille Reinhardt, Jutta Ploch, Jutta Lau, Roswietha Zobelt und Liane Buhr siegte der Doppelvierer bei den Olympischen Spielen 1980 in Moskau.
1974 und 1980 wurde sie mit dem Vaterländischen Verdienstorden ausgezeichnet.
Sybille Reinhardt ist Lehrerin für Kunsterziehung und freischaffende Künstlerin.
2008 veröffentlichte sie das Buch Schattengold, in dem sie über ihre Erlebnisse im Hochleistungssport berichtet.

## Veröffentlichungen
- Schattengold: Eine Olympiasiegerin erzählt, Tauchaer Verlag 2008, ISBN 978-3-89772-155-5